# Linthouse FC
Linthouse Football Club was een Schotse voetbalclub uit Glasgow. De club werd opgericht in 1881 en opgeheven in 1900. De thuiswedstrijden werden gespeeld in Langlands Park. De clubkleur was blauw-wit.